# Шахтёр (футбольный клуб, Луганск)
«Шахтёр» Луганск — украинский футбольный клуб из города Луганска. Чемпион Украины среди любителей 2001 года.

## История
В 1977 году на шахте «Луганская № 1» была создана футбольная команда. Команда «Шахтёр» начала выступать в чемпионате города Луганска, который считался уровнем выше областного чемпионата.
В 90-х годах в посёлке Юбилейный был построен стадион, на который переехала команда, до этого выступавшая на поле Луганского сельхозинститута. В 1993 на должность главного тренера команды был приглашен знаменитый вратарь «Зари» Александр Ткаченко. До прихода Ткаченко, в «Шахтере» долгие годы не было профессионального тренера. Тогда же «горняки» начали выступать и в чемпионате Луганской области, которое постепенно приобретало популярность. Поддерживал команду начальник участка шахты — Владимир Скубенко. «Шахтёр» регулярно занимал призовые места и в городских соревнованиях и в областных.
В 2000 году команду возглавил Юрий Погребняк. По сути, произошло объединение двух сильнейших на тот момент любительских клубов области — «Эллады-Энергии» и самого «Шахтёра». Президентом этого клуба стал Олег Николаевич Котевич. Новый коллектив сразу стал чемпионом и обладателем Кубка области, а весной 2001 года стартовал в любительском чемпионате Украины. По окончании сезона «Шахтёр» стал чемпионам Украины среди аматёров и получил право участвовать в сезоне 2002/03 во второй лиге. В первом же сезоне команда стала второй в своей группе, а уже в следующем была вынуждена сняться с соревнований.